# Against DRM
Against DRM is een vrije copyleft-licentie voor kunstwerken. Het is de eerste vrije inhoud-licentie die een clausule bevat over gerelateerde rechten en een clausule tegen Digital Rights Management (DRM). De eerste clausule authoriseert de licentiehouder om gerelateerde rechten uit te oefenen, de tweede clausule voorkomt het gebruik van DRM. Dit houdt in dat als een licentiegever gebruikmaakt van DRM, de licentie niet van toepassing is op het werk; als de licentiehouder gebruikmaakt van DRM, wordt de licentie van rechtswege nietig.
De Against DRM-licentie is goedgekeurd volgens de Definitie van Vrije Culturele Werken.